# Mil Mi-38
Mil Mi-38 je ruski dvomotorni transportni helikopter podjetja Mil. Zasnovan kot naslednik Mil Mi-8 in Mi-17, uporabljal naj bi se za vojaške in civilne namene. Prvič je poletel 22. decembra 2003.
Nov helikopter naj bi imel Tranzas "stekleni kokpit", novejšo avioniko in glavni rotor iz kompozitov. Na voljo bosta dve opciji trubogrednih motorjev Klimov TV7-117V ali Pratt & Whitney Canada PW127/TS. Drugi prototip z PW127TS motorji je prvič poletel decembra 2010
Mi-38 so dosegli 5 rekordov v svoji kategoriji: največjo višino - 8 620 metrov brez tovora, hitrost dviganja do 3000 metrov v šestih minutah, hitrost dviganja do 6000 metrov v 10 minutah in 62 sekundah. Višina s 1000 kg tovorom 7895 metrovi in 7020 metrov z 2000 kg tovorom.

## Tehnične specifikacije
- Posadka: 1 ali 2
- Kapaciteta: 30 potnikov
- Dolžina: 19,70 m
- Premer rotorja: 21,10 m
- Višina: 5,13 m
- Površina rotorja: 349,5 m²
- Prazna teža: 8 300 kg
- Naložena teža: 14 200 kg
- Motorji: 2 × Klimov TV7-117V ali Pratt & Whitney Canada PW127/TS turbogredni, 1 864 kW (2 800 KM) vsak

- Obremenitev rotorja: 41 kg/m² (8,3 lb/ft²)
- Razmerje moč/teža: 260 W/kg (0,16 KM/lb)